# Момцима које сам волела
Момцима које сам волела (енгл. To All the Boys I've Loved Before) амерички је тинејџерски и љубавно-хумористички филм из 2018. године, у режији Сузан Џонсон, по сценарију Софиије Алварез. Темељи се на истоименом роману ауторке Џени Хан из 2014. године. Главне улоге глуме: Лана Кондор, Ноа Сентинео, Џанел Париш, Ана Кеткарт, Ендру Бачлор, Трецо Махоро, Мадлен Артур, Емилија Баранац, Израел Брусар и Џон Корбет. Приказан је 17. августа 2018. за Netflix.
Први је део филмске серије Момцима које сам волела, а прате га два наставка: Момцима које сам волела: P. S. И даље те волим (2020) и Момцима које сам волела: Увек и заувек (2021). Добио је углавном позитивне критике.

## Радња
Шеснаестогодишња Лара Џин чува своја љубавна писма у кутији за шешире коју јој је поклонила мајка. Нису то писма која су момци писали њој; то су писма која је она писала момцима. По једно за сваког момка кога је волела — укупно пет.
А кад Лара Џин пише, она пише и срцем и душом и ставља на папир све оне речи које никада не би изговорила наглас, јер та писма су ионако само за њене очи. Све док их једног дана неко кришом не пошаље, и њен се љубавни живот не измени из корена.

## Улоге
| Глумац          | Улога            |
| --------------- | ---------------- |
| Лана Кондор     | Лара Џин         |
| Ноа Сентинео    | Питер            |
| Џанел Париш     | Марго            |
| Ана Кеткарт     | Кити             |
| Ендру Бачлор    | Грег             |
| Трецо Махоро    | Лукас            |
| Мадлен Артур    | Кристина         |
| Емилија Баранац | Џеневив          |
| Израел Брусар   | Џош              |
| Џон Корбет      | др Кови          |
| Келси Мавем     | Емили            |
| Џулија Бенсон   | госпођа Кавински |
| Џои Пашеко      | Овен             |
| Едвард Кевин    | Кени             |
| Џордан Бертчет  | Џордан Амброз    |
| Џун Р. Вајлд    | Џоун             |